# كزافييه تشن
كزافييه تشن (بالفرنسية: Xavier Chen)‏ مواليد 5 أكتوبر 1983 هو لاعب كرة قدم بلجيكي سابق.

## أندية ومنتخبات لعب لها
- كيه في ميخيلين
- نادي كورتريك
- نادي غويزهو رينهي
- منتخب تايبيه الصينية لكرة القدم

## روابط خارجية
- كزافييه تشن على موقع الاتحاد الدولي (مؤرشف)  (الإنجليزية)
- كزافييه تشن على موقع الاتحاد الأوربي (الإنجليزية)
- كزافييه تشن على موقع قاعدة بيانات كرة القدم.إي يو (الإنجليزية)
- كزافييه تشن على موقع ناشيونال فوتبول تيمز (الإنجليزية)
- كزافييه تشن على موقع Soccerway.com (الإنجليزية)
- كزافييه تشن على موقع عالم كرة القدم.نت (الإنجليزية)